# Rodén
Rodén es una localidad española del municipio de Fuentes de Ebro, perteneciente a la provincia de Zaragoza, en la comunidad autónoma de Aragón. Se encuentra a 3 km de la cabecera del municipio y a 27 km al sureste de Zaragoza.

## Historia

### Diccionario de Madoz, Rodén
A mediados del siglo XIX, el lugar, por entonces con ayuntamiento propio, tenía contabilizada una población de 209 habitantes. Aparece descrito en el decimotercer volumen del Diccionario geográfico-estadístico-histórico de España y sus posesiones de Ultramar de Pascual Madoz de la siguiente manera:

RODEN: l. con ayunt. de la prov., aud. terr. y dióc. de Zaragoza (6 horas), c. g. de Aragon, part. jud. de Pino (2). sit. en terreno escabroso á á la der. del r. Ebro á 1 hora de dist y á la falda N. de un cabezo; le baten todos los vientos; su clima es variable, y las enfermedades mas comunes pulmonias. Tiene 83 casas; escuela de niños concurrida por 16, y dotada con 1,100 rs.; un antiguo edificio llamado Castillo, obra muy sólida y al parecer de moros; igl. parr. (San Martin) servida por un cura de provision real ú ordinaria, segun el mes de la vacante, y un cementerio. Los vec. se surten de las aguas del r. Ebro. Confina el térm. por N. y E. con Fuentes de Ebro; S. Mediana, y O. Zaragoza: su estension es de 3/4 de hora de N. á S., y 1 de E, á O. El terreno es de buena calidad: participa de secano y huerta, que se fertiliza con las aguas del r. Ginel. Los caminos son locales y regulares. El correo se recibe de Fuentes de Ebro por balijero tres veces á la semana.prod.: trigo, cebada, avena, maiz, vino, aceite, patatas, habas y verduras; mantiene algun ganado lanar. ind.: la agrícola y molinos harineros, trapero y de aceite, que no hacen mas que conservarse. pobl.: 44 vec., 209 alm. cap. prod.: 691,178 rs. imp.: 41,300. contr.: 8,827.
(Madoz, 1849, p. 540)

### Diccionario Geográfico Universal (M.DCCC.XV), Roden
Roden 1 de España en el d Aragón correg de Zaragoza situado á 4 ieg de esta ciudad tiene alcaldes ordinarios y una parroquia con 70 vecinos de población su terreno es de secano y de yesería y de consiguiente de cosechas cortas Es de señ ecl que corresponde al arzob de Zaragoza

### Desvinculación señorial del pueblo

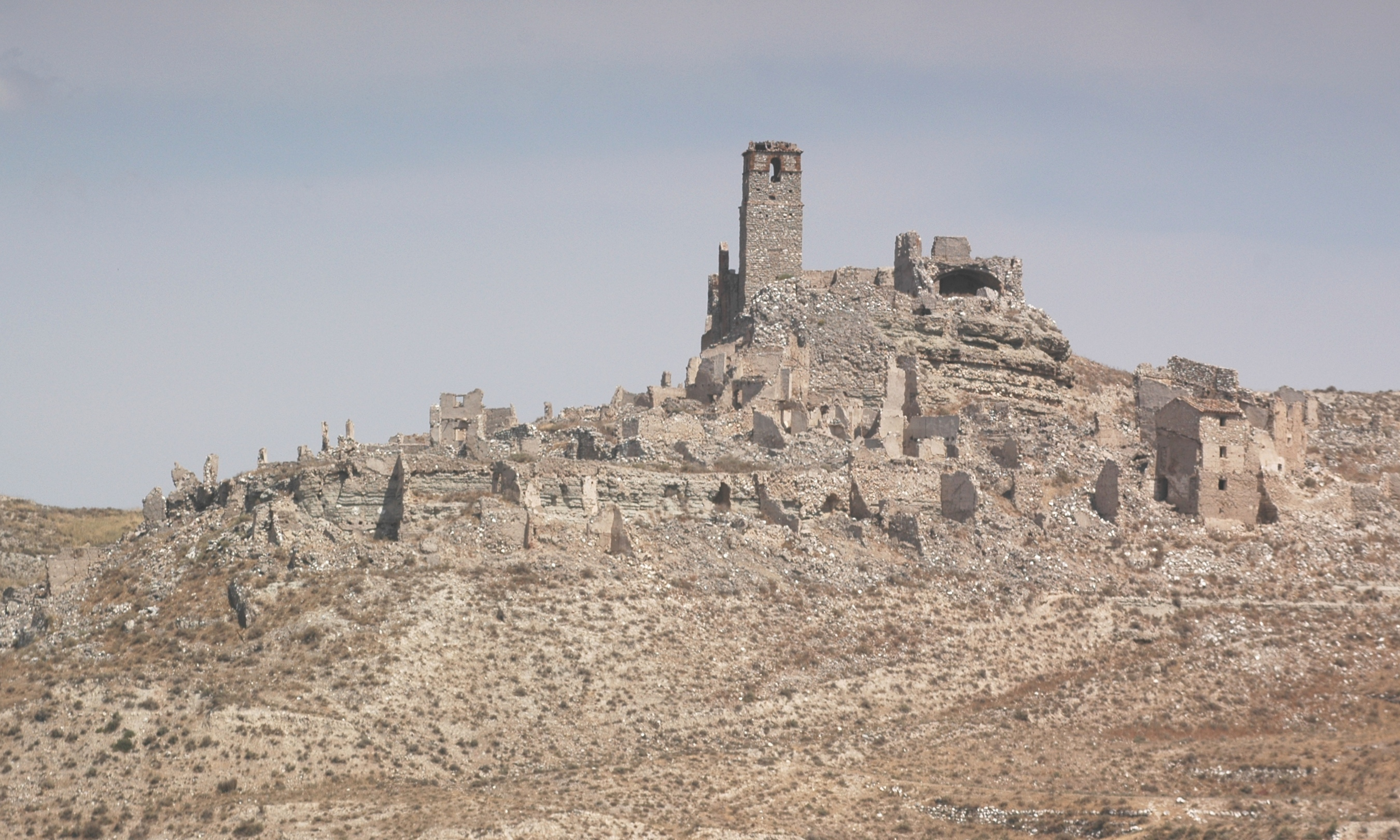
Ruinas del pueblo viejo de Rodén

- Diario de sesiones de las Cortes constituyentes: 11 de febrero de 1869

" Y dos por el Sr Gil Berges de los ayuntamientos y vecinos de la villa de Mediana y de Roden provincia de Zaragoza pidiendo la abolición de las quintas y la supresión del impuesto personal."

### Rodén como pueblo perteneciente al Señorío del Arzobispo de Zaragoza
Durante siglos pasados Rodén perteneció a un Señorío, en el cual pertenecían también otras catorce localidades de Zaragoza como: Albalate, Almochuel, Ariño, Andorra, Cutanda, Torre del Compte, Valderrobres, Beceite, Fuentespalda, Puertomingalvo, Castelvispal, Linares, Miravete y Jorcas. 

### Rodén como título nobiliario
- En el libro Las glorias nacionales de Fernando Patxot y Ferrer aparece que Pedro Jordan de Peña era señor de Arenos y de Rodén, con ello se sabe que Rodén perteneció a diversos señoríos como título de barones.
- El libro Castillos de Aragón: Desde el segundo cuarto del siglo XIII hasta el siglo XIX de Cristóbal Guitart Aparicio, da más información de este título en el cual se confirma que Pedro Jordan de Peña fue señor de Rodén. "Rodén perteneció en 1291 a Pedro Jordán de Peña, señor de Arenós (Zurita), y después a la mitra de Zaragoza.

## Demografía
| Gráfica de evolución demográfica de Rodén entre 1842 y 1970 |
| |
| Población de derecho según los censos de población del INE Población de hecho según los censos de población del INEEntre el censo de 1981 y el anterior, este municipio desaparece porque se integra en el municipio 50115 (Fuentes de Ebro) |

## Arqueología
Rodén tiene actualmente restos de un poblado ibero, no sabiendo su fecha exacta. Está situado en el "Cabecico de la Horca" o como se le conoce popularmente "Cabecico del Morrudo".

## Fiestas
- Semana del 11 de noviembre, en honor de san Martín.